# エルザ・アインシュタイン
エルザ・アインシュタイン（Elsa Einstein、1876年1月18日 – 1936年12月20日）は、アルベルト・アインシュタインの2番目の妻、従姉。エルザとアルベルトは、母親同士が姉妹であったので従姉弟の関係であったが、さらに、父親同士は従兄弟であったためはとこ（再従姉弟）の関係でもあった。エルザは出生時の姓がアインシュタインであったが、最初の夫マックス・レーヴェンタールと結婚した際にこれを失い、1919年に従弟アルバートと再婚して再び元の姓に戻った。

## 生い立ち
エルザは、1875年1月に、父ルドルフ・アインシュタイン (Rudolf Einstein) の娘として生まれた。彼女には、妹パウラ (Paula、1878年ころ-1955年ころ）と、姉へルミネ（Hermine、1872年–1942年）がいた。父ルドルフは、ヘッヒンゲンで織物製造業に従事していた。家族とともにしばしばミュンヘンを訪れていた彼女は、従弟のアルベルトと遊ぶこともよくあった。彼女は、自分が話すシュヴァーベン語風に、「アルベルトル (Albertle)」 と彼のことを呼んでいた。1894年にアルベルトがドイツを離れ、家族を追ってミラノへ移り住んで以降は、二人の関係はいったん途絶えた。

## 結婚生活
1896年、エルザは織物商マックス・レーヴェンタール（Max Löwenthal、1864年–1914年）と結婚し、ベルリン出身のこの夫との間には、二人の娘たちイルゼ（Ilse、1897年–1934年）とマルゴット（Margot、1899年-1986年）、1903年に出生直後に亡くなった息子の3人が生まれた。一家は、皆ヘッヒンゲンで一緒に住んでいた。1902年、マックス・レーヴェンタールはベルリンで仕事に就くこととなった。しかし、家族はヘッヒンゲンに残った。エルザは1908年5月11日に夫マックスと離婚し、二人の娘たちとともに、両親の住むベルリンのハベルラント通り (Haberlandstrasse) 5番地の住宅の2階に移り住んだ。

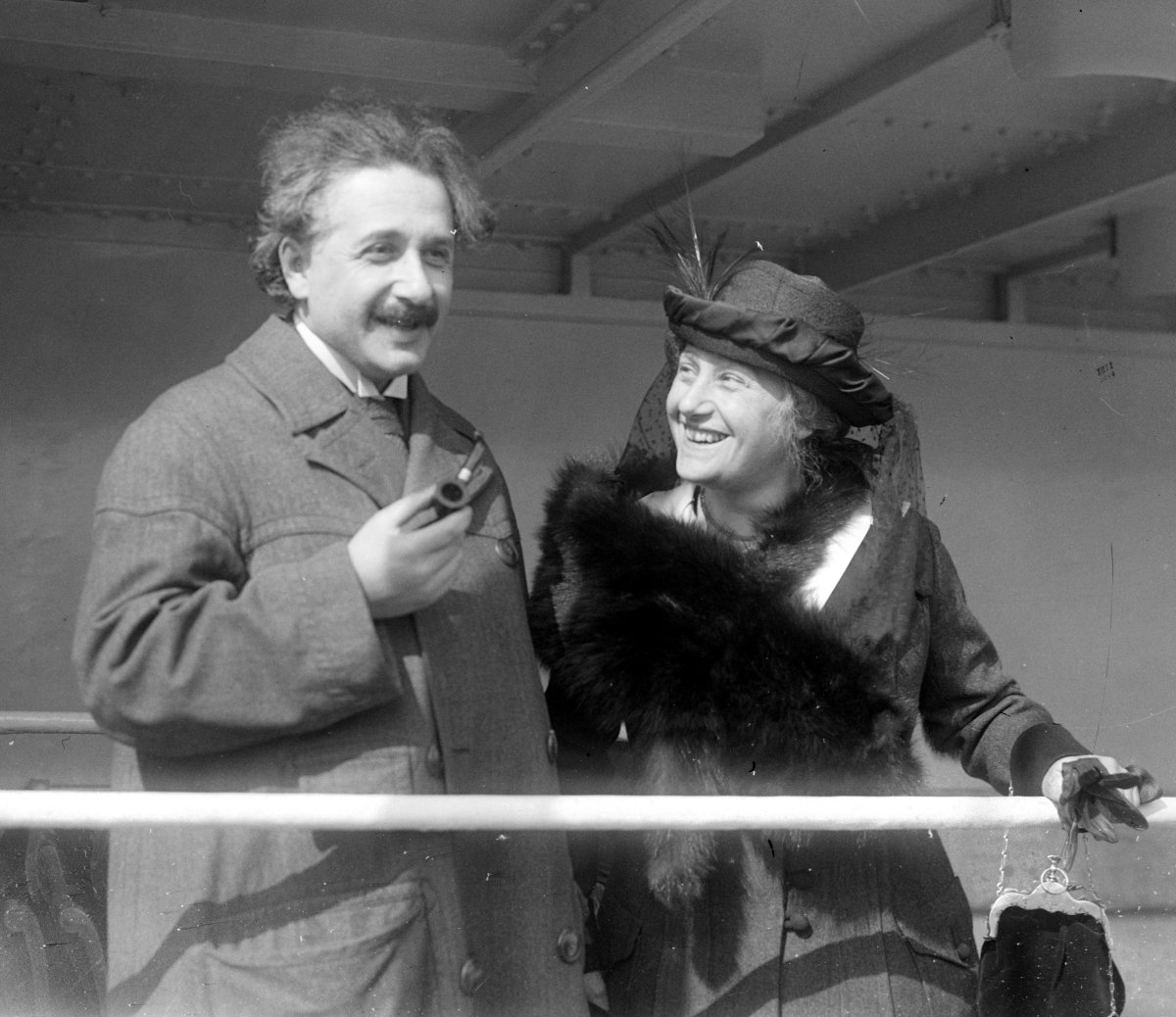
エルザ・アインシュタインと夫アルベルト・アインシュタイン。

1912年4月、彼女は従弟であるアルベルト・アインシュタインと関係を持ち始めたが、この時点でアルベルトはまだ、最初の妻で物理学者のミレヴァ・マリッチと婚姻関係にあった。アルベルトは1914年にミレヴァと別れ、彼らの離婚が成立したのは1919年2月14日のことであった。その3ヶ月半後の1919年6月2日に、エルザはアルベルトと結婚した。
エルザとアルベルトの母親たちは姉妹であり、二人は従姉弟の関係であった上、父親たちは従兄弟同士であった。

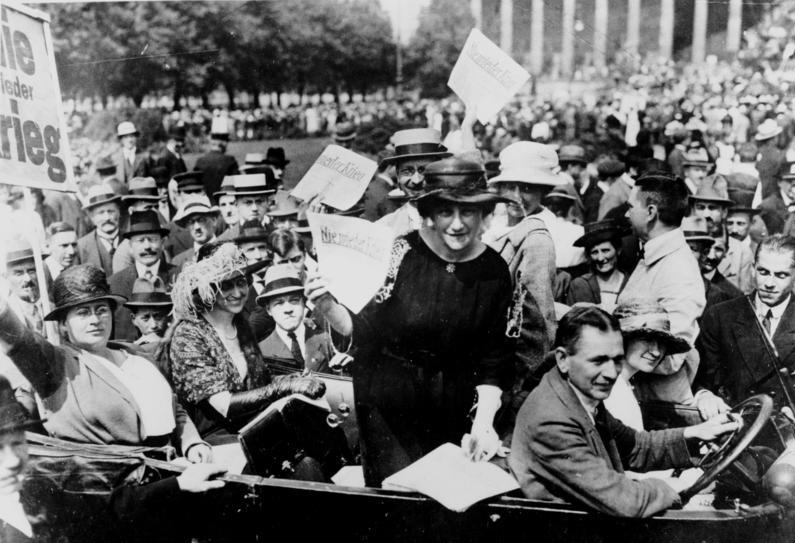
1921年、ベルリンのルストガルテンにおける平和運動デモに参加したエルザ・アインシュタイン。

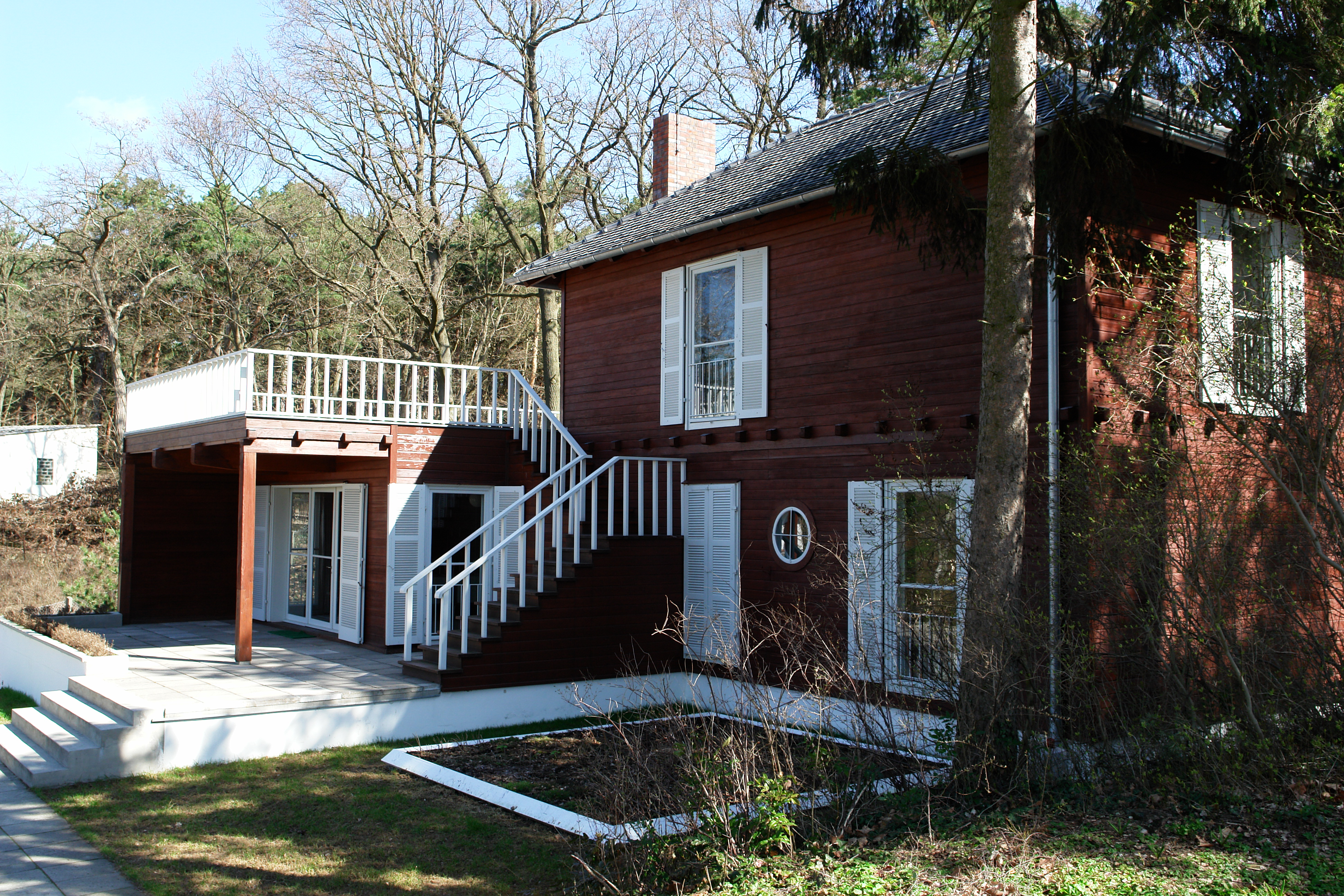
カプートの家。

養女となったイルゼとマルゴットとともに、一家は堅い絆で結ばれた家族となった。アルベルトとエルザの間には子どもは生まれなかったが、アルベルトはイルゼとマルゴットを、自分の子どもとして育てた。一家はベルリン地域に住み、ポツダムに近いカプートに夏場の別荘をもっていた。
エルザは、アルベルトとの結婚生活の大部分を、好ましくない訪問客や怪しげな連中から夫を守る門番としての役割のために費やすことになった。また、彼女は、1929年に夏の別荘を建てる上で主導的な役割を担った。

### 晩年
1933年、アルベルトとエルザの夫妻は、アメリカ合衆国のニュージャージー州プリンストンへと移住した。1935年秋には、マーサー通り112番地 (112 Mercer Street) の家に転居し、8月にはこの家を購入したが、直後にエルザは瞼の腫れを引き起こし、心臓と腎臓の疾患を発症した。エルザの闘病中、アインシュタインは自分の時間をひたすら研究に没頭することに使うことを決意した。ウォルター・アイザックソンによる伝記『アインシュタイン その生涯と宇宙 (Einstein: His Life and Universe)』によると、「知的な仕事に奮闘し、神の本質を見詰めることこそが、慰め、支えとなり、また一方では容赦なく厳しい天使として、あらゆる人生の苦難の中を導くものである」と彼は信じていたのだという。こうしてアインシュタインは、仕事に没頭することで、エルザが死期を迎えようとしていることの苦悩から逃れようとしていた。痛ましい闘病生活の末、エルザは1936年12月20日に死去した。